# Nemo Mettler
Nemo Mettler (ur. 3 sierpnia 1999 w Biel/Bienne) – szwajcarska osoba niebinarna, zajmująca się piosenkarstwem, rapem i muzyką. Zwycięzca 68. Konkursu Piosenki Eurowizji (2024).

## Życiorys

### Wczesne lata
Urodził się w dwujęzycznym miasteczku Biel/Bienne jako dziecko przedsiębiorcy i wynalazcy Markusa Mettlera i dziennikarki Nadji Schnetzler. Imię artysty wywodzi się z łacińskiego nemo, co oznacza „nikt” – według Nemo jego rodzice sądzili, iż „jeżeli jest nikim, może zostać kimkolwiek”. Jego językiem ojczystym jest niemiecki.
W wieku dziewięciu lat dołączył do młodzieżowej opery. Od młodego wieku gra na wiolonczeli, nauczył się również gry na bębnach i pianinie.

### Kariera
W wieku 15 lat zaczął tworzyć i publikować muzykę w szwajcarskiej gwarze języka niemieckiego. W 2015 wziął udział w szwajcarskiej odsłonie programu Got Talent i niezależnie wydał EP-kę (minialbum) pt. Clownfisch. W 2016 podpisał kontrakt z wytwórnią muzyczną Bakara Music oraz zdobył internetową rozpoznawalność dzięki występowi w programie SRF Virus (#Cypher), który rozpowszechnił się za pomocą mediów społecznościowych.
W 2017 na gali Swiss Music Awards otrzymał od Radio SRF 3 nagrodę Najlepszy talent, stając się najmłodszym jej laureatem w historii (miał wówczas 17 lat). W tym samym roku dostał Prix Walo w kategorii nowicjuszy. Pod koniec roku wydał dwie EP-ki: Momänt-Kids i Fundbüro. W 2018 na gali rozdania Swiss Music Awards otrzymał nagrody w kategoriach: najlepszy męski występ solowy, najlepszy występ na żywo, najlepszy przełom roku i najlepszy hit (za singiel „Du”), odbierając najwięcej nagród przez jednego artystę podczas tej ceremonii.
W 2020, chcąc oddalić się od swojej przeszłości, przyjął pseudonim Not Nemo, i zaczął tworzyć w języku angielskim. Stopniowo powracał do starego pseudonimu artystycznego, co tłumaczył fakt, że Not Nemo miał być „przestrzenią na nowe rzeczy i odkrycia”, a w pewnym momencie zdecydował, że jest „w punkcie, w którym czuje się komfortowo z tym, kim jest i co robi”. Pod koniec 2021 zajął piąte miejsce w programie The Masked Singer Switzerland. W 2022 wydał czwartą w karierze EP-kę – Whatever Feels Right.

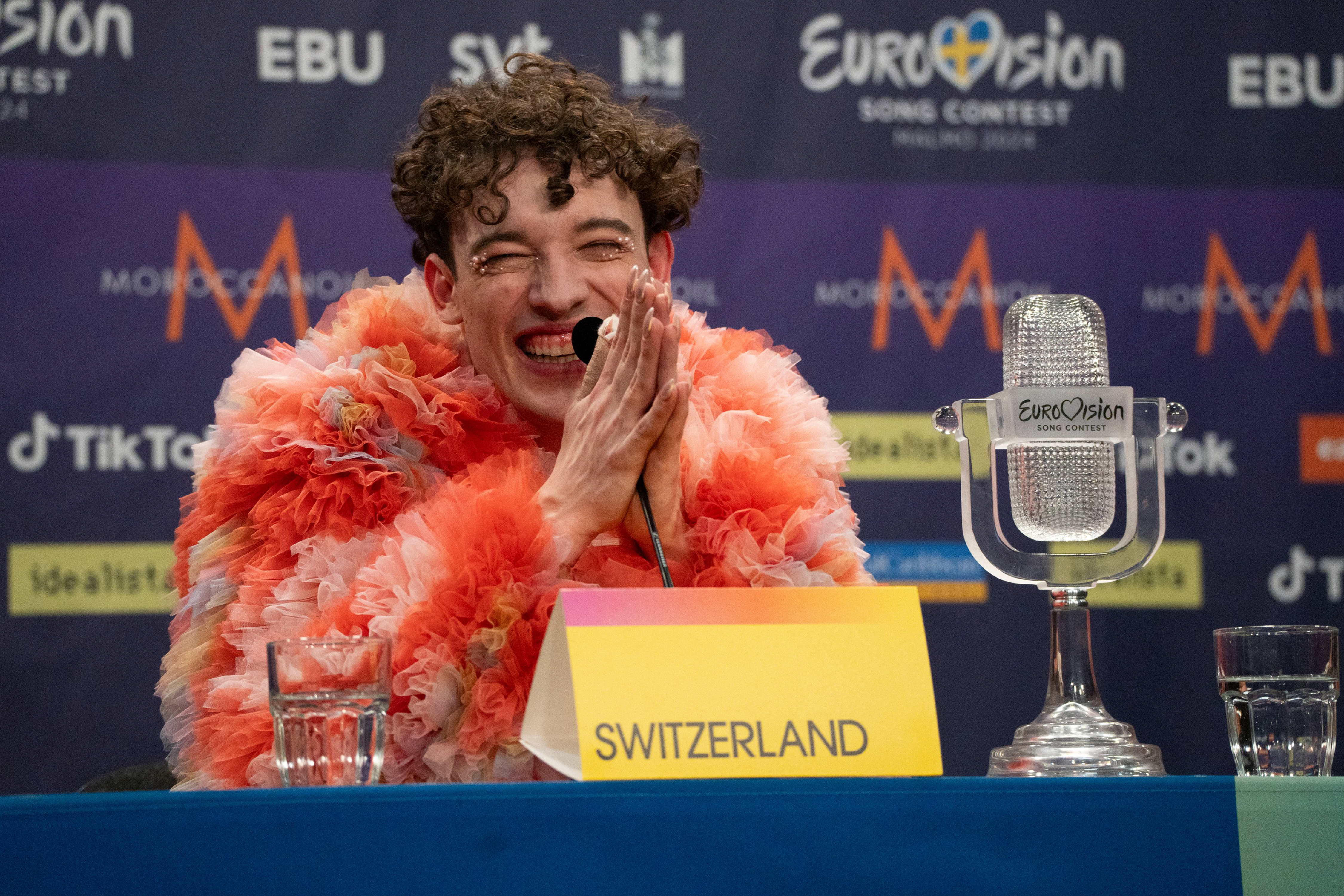
Nemo podczas konferencji prasowej zwycięzcy po finale 68. Konkursu Piosenki Eurowizji w Malmö (2024)

29 lutego 2024 ogłoszono, że został wybrany wewnętrznie przez nadawcę publicznego SRG SSR do reprezentowania Szwajcarii z utworem „The Code” w 68. Konkursie Piosenki Eurowizji. Kilka dni wcześniej dziennik Blick doniósł, jakoby to właśnie Nemo miał reprezentować kraj w konkursie. Po przejściu przez rundę półfinałową wystąpił w finale Eurowizji 2024 i zajął w nim pierwsze miejsce, zdobywszy 591 punktów, w tym 365 pkt od jury (1. miejsce) i 226 pkt od widzów (5. miejsce). Stał się wówczas pierwszym niebinarnym zwycięzcą konkursu w historii. W październiku 2024 wydał teledysk do utworu „Eurostar”, w którym gościnnie wystąpiło kilkoro uczestników Eurowizji, w tym m.in. Luna, reprezentantka Polski; w tym samym roku stał się również laureatem Europejskiej Nagrody Muzycznej MTV dla najlepszego szwajcarskiego wykonawcy. Pod koniec 2025 odbędzie europejską trasę koncertową Break The Code Tour.

### Aktywność społeczna
Aktywnie udziela się w sprawach dotyczących osób niebinarnych. Po finale Konkursu Piosenki Eurowizji 2024 stwierdził, że fakt, iż do legalizacji trzeciej płci w kraju nadal nie doszło, jest „gorszący” oraz wyraził chęć rozpoczęcia rozmów na ten temat z Beatem Jansem, członkiem Szwajcarskiej Rady Federalnej, który w przeszłości był otwarty na dyskusje prawne dotyczące osób LGBT. Jego zwycięstwo w konkursie spopularyzowało debatę na temat prawnego uznania statusu niebinarności w kraju.

## Życie prywatne
Ma młodszą siostrę Ellę, która pracuje zawodowo jako fotograf i współpracowała z nim nad różnymi projektami.
Od 2021 mieszka w Berlinie. W 2022 ujawnił się jako osoba panseksualna, a w listopadzie 2023 ogłosił, że identyfikuje się jako osoba niebinarna i używa swojego imienia jako zamiennika zaimków po niemiecku, oraz angielskich zaimków they/them.

## Dyskografia

### Albumy
| Rok  | Dane dot. minialbumu                                                                                          |
| ---- | --- |
| 2025 | Arthouse - Wydany: 10 października 2025 - Wytwórnia: wydanie niezależne - Format: digital download, streaming |

### Minialbumy
| Rok  | Dane dot. minialbumu                                                                                           |
| ---- | --- |
| 2015 | Clownfisch - Wydany: 13 czerwca 2015 - Wytwórnia: wydanie niezależne - Format: digital download, streaming     |
| 2017 | Momänt-Kids - Wydany: 21 października 2017 - Wytwórnia: Bakara Music - Format: Digital download, streaming     |
| 2017 | Fundbüro - Wydany: 17 listopada 2017 - Wytwórnia: Bakara Music - Format: Digital download, streaming           |
| 2022 | Whatever Feels Right - Wydany: 9 września 2022 - Wytwórnia: Bakara Music - Format: Digital download, streaming |

### Single
| Rok                                                      | Tytuł                                 | Najwyższa pozycja na liście | Najwyższa pozycja na liście | Najwyższa pozycja na liście | Najwyższa pozycja na liście | Najwyższa pozycja na liście | Najwyższa pozycja na liście | Najwyższa pozycja na liście | Najwyższa pozycja na liście | Najwyższa pozycja na liście | Certyfikat             | Album                |
| Rok                                                      | Tytuł                                 | SWI                         | FIN                         | GER                         | IRL                         | NLD                         | NOR                         | SWE                         | UK                          | WW                          | Certyfikat             | Album                |
| -------------------------------------------------------- | ------------------------------------- | --------------------------- | --------------------------- | --------------------------- | --------------------------- | --------------------------- | --------------------------- | --------------------------- | --------------------------- | --------------------------- | ---------------------- | -------------------- |
| 2016                                                     | „Himalaya”                            | 27                          | –                           | –                           | –                           | –                           | –                           | –                           | –                           | –                           |                        | Momänt-Kids          |
| 2017                                                     | „Style” (z Marc Amacher)              | –                           | –                           | –                           | –                           | –                           | –                           | –                           | –                           | –                           |                        | –                    |
| 2017                                                     | „Du”                                  | 4                           | –                           | –                           | –                           | –                           | –                           | –                           | –                           | –                           | - SWI: platynowa płyta | Fundbüro             |
| 2017                                                     | „Usserirdisch”                        | 64                          | –                           | –                           | –                           | –                           | –                           | –                           | –                           | –                           |                        | Fundbüro             |
| 2018                                                     | „Crush uf di”                         | 77                          | –                           | –                           | –                           | –                           | –                           | –                           | –                           | –                           |                        | –                    |
| 2019                                                     | „5i uf de Uhr”                        | 31                          | –                           | –                           | –                           | –                           | –                           | –                           | –                           | –                           |                        | –                    |
| 2019                                                     | „365”                                 | –                           | –                           | –                           | –                           | –                           | –                           | –                           | –                           | –                           |                        | –                    |
| 2019                                                     | „Girl us mire City”                   | –                           | –                           | –                           | –                           | –                           | –                           | –                           | –                           | –                           |                        | –                    |
| 2020                                                     | „Dance with Me”                       | –                           | –                           | –                           | –                           | –                           | –                           | –                           | –                           | –                           |                        | –                    |
| 2020                                                     | „Video Games”                         | –                           | –                           | –                           | –                           | –                           | –                           | –                           | –                           | –                           |                        | –                    |
| 2021                                                     | „Hailey” (z Chelan)                   | –                           | –                           | –                           | –                           | –                           | –                           | –                           | –                           | –                           |                        | Orange & Blue        |
| 2021                                                     | „Certified Pop Queen”                 | –                           | –                           | –                           | –                           | –                           | –                           | –                           | –                           | –                           |                        | –                    |
| 2021                                                     | „Chleiderchäschtli” (z KT Gorique)    | –                           | –                           | –                           | –                           | –                           | –                           | –                           | –                           | –                           |                        | –                    |
| 2022                                                     | „Lonely AF”                           | –                           | –                           | –                           | –                           | –                           | –                           | –                           | –                           | –                           |                        | Whatever Feels Right |
| 2022                                                     | „Own Sh¡t”                            | –                           | –                           | –                           | –                           | –                           | –                           | –                           | –                           | –                           |                        | Whatever Feels Right |
| 2022                                                     | „F*ck Love” (z Anthony’m de la Torre) | –                           | –                           | –                           | –                           | –                           | –                           | –                           | –                           | –                           |                        | Whatever Feels Right |
| 2022                                                     | „Be like You”                         | –                           | –                           | –                           | –                           | –                           | –                           | –                           | –                           | –                           |                        | Whatever Feels Right |
| 2023                                                     | „This Body”                           | –                           | –                           | –                           | –                           | –                           | –                           | –                           | –                           | –                           |                        | –                    |
| 2024                                                     | „The Code”                            | 1                           | 3                           | 14                          | 5                           | 13                          | 13                          | 5                           | 18                          | 52                          | - SWI: platynowa płyta | –                    |
| 2024                                                     | „Eurostar”                            | 54                          | –                           | –                           | –                           | –                           | –                           | –                           | –                           | –                           |                        | –                    |
| 2025                                                     | „Satellite”                           | –                           | –                           | –                           | –                           | –                           | –                           | –                           | –                           | –                           |                        | –                    |
| 2025                                                     | „Casanova”                            | –                           | –                           | –                           | –                           | –                           | –                           | –                           | –                           | –                           |                        | Arthouse             |
| 2025                                                     | „Unexplainable”                       | –                           | –                           | –                           | –                           | –                           | –                           | –                           | –                           | –                           |                        | Arthouse             |
| „–” oznacza, że singel nie był notowany na danej liście. |                                       |                             |                             |                             |                             |                             |                             |                             |                             |                             |                        |                      |